# Андріївка (Самарівський район)
Андрі́ївка — село в Україні, у Губиниській селищній громаді Самарівського району Дніпропетровської області. Населення за переписом 2001 року становить 385 осіб.
У селі формується екопоселення родових маєтків.

## Географія
Село Андріївка розташоване на правому березі річки Самара, вище за течією на відстані 4,5 км розташоване село Всесвятське, нижче за течією на відстані 2 км розташоване село Івано-Михайлівка. У селі річка Баркова впадає у річку Самару.

## Історія
Станом на 1886 рік в селі Попаснянської волості мешкало 694 особи, налічувалось 130 дворів, православна церква.

## Наукові та освітні установи

### Присамарський біосферний стаціонар
В Андріївці знаходиться міжнародний Науково-навчальний центр «Присамарський біосферний біогеоценологічний стаціонар ім. О. Л. Бельгарда» Дніпровського національного університету. Біостанція університету була створена тут в 1932 році О. Л. Бельгардом під керівництвом професора Г. М. Висоцького на території садиби садівника Г. А. Поплавського. Пізніше садиба була передана в дар університету. У 1949 році Присамарський стаціонар став підрозділом постійної Комплексної експедиції Дніпропетровського університету з вивчення лісів степової зони. О. Л. Бельгард протягом багатьох років керував дослідженнями, які проводилися Присамарським стаціонаром та Комплексною експедицією, результатом досліджень стала розробка нового вчення про ліси степової зони, курс «Степове лісознавство» з 1971 року став викладатися в ряді вишів СРСР. В Андріївці проходили виробничу практику студенти не тільки українських ВНЗ, а й Московського, Ленінградського, Тартуського університетів. Тільки з 1970 по 2010 роки за тематикою досліджень стаціонару було захищено понад 70 кандидатських і 15 докторських дисертацій.
У 2002 році, до 100-річчя від дня народження О. Л. Бельгарда Присамарському стаціонару присвоєно ім'я вченого. У 2010 році стаціонар перетворений у науково-навчальний центр.

## Пам'ятки
На південно-західній околиці села розташовані ботанічні пам'ятки природи місцевого значення Вікові дуби та Віковий дуб.